# Oblężenie Białego Kamienia
Oblężenie Białego Kamienia miało miejsce od 31 maja do 30 września 1602 podczas wojny polsko-szwedzkiej 1600-1611.
Dwa tygodnie po zdobyciu Fellina armia koronna (2000 żołnierzy) dowodzona przez hetmana wielkiego koronnego Jana Zamoyskiego obległa Biały Kamień, który był ważnym węzłem komunikacyjnym w Estonii. Położony wśród bagien zbudowany w czasach krzyżackich zamek miał silną artylerię i załogę liczącą 700 żołnierzy, chłopów i mieszczan. Zamek posiadał 30-metrową basztę, na rogach natomiast nowoczesne bastiony.
Początkowo wojska polskie ograniczyły się do blokady twierdzy. Ponieważ pod Rewalem zbierała się odsiecz, posłano tam hetmana polnego koronnego Stanisława Żółkiewskiego. Klęska Szwedów w bitwie pod Rewlem 30 czerwca odebrała obrońcom Białego Kamienia nadzieję na pomoc. W sierpniu przybyła długo oczekiwana zaciężna piechota i można było przystąpić do poważnych prac oblężniczych. Początki były trudne, a artyleria nie potrafiła naruszyć potężnych bastionów.
Oblężenie bardzo utrudniły panujące wówczas ulewne deszcze, które zamieniły okoliczne tereny w wielkie bajoro. Wojsko zaczęły nękać choroby. Gdy pojmany jeniec szwedzki zdradził, że północna kurtyna twierdzy jest osłabiona, Zamoyski natychmiast rozkazał budowę naprzeciw tej kurtyny drewnianego pomostu, na którym ustawił artylerię, by prowadziła ogień w najsłabszą część twierdzy. Rozpoczęła się zażarta walka artyleryjska, gdyż Szwedzi zauważyli grożące im niebezpieczeństwo i skierowali ogień swych dział na świeżo zbudowany pomost. W nocy z 26 września na 27 września umieszczono na pomoście cztery ciężkie działa. Gdy rano otworzyły ogień, osłabiona kurtyna zaczęła się zawalać, a po kilku godzinach powstał w niej ogromny wyłom. Gdy Zamoyski przygotowywał się do szturmu, Szwedzi, widząc beznadziejność swej sytuacji, podpisali 30 września kapitulację.

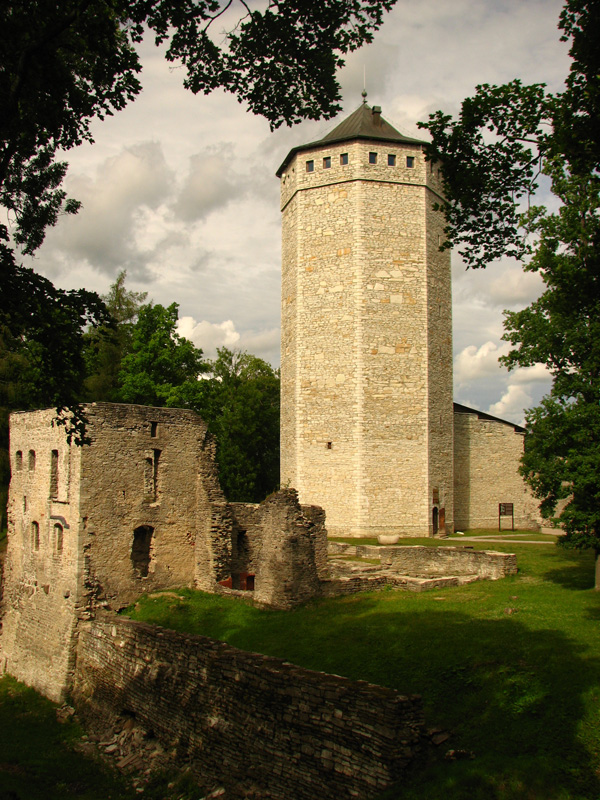
Wieża główna zamku w Białym Kamieniu
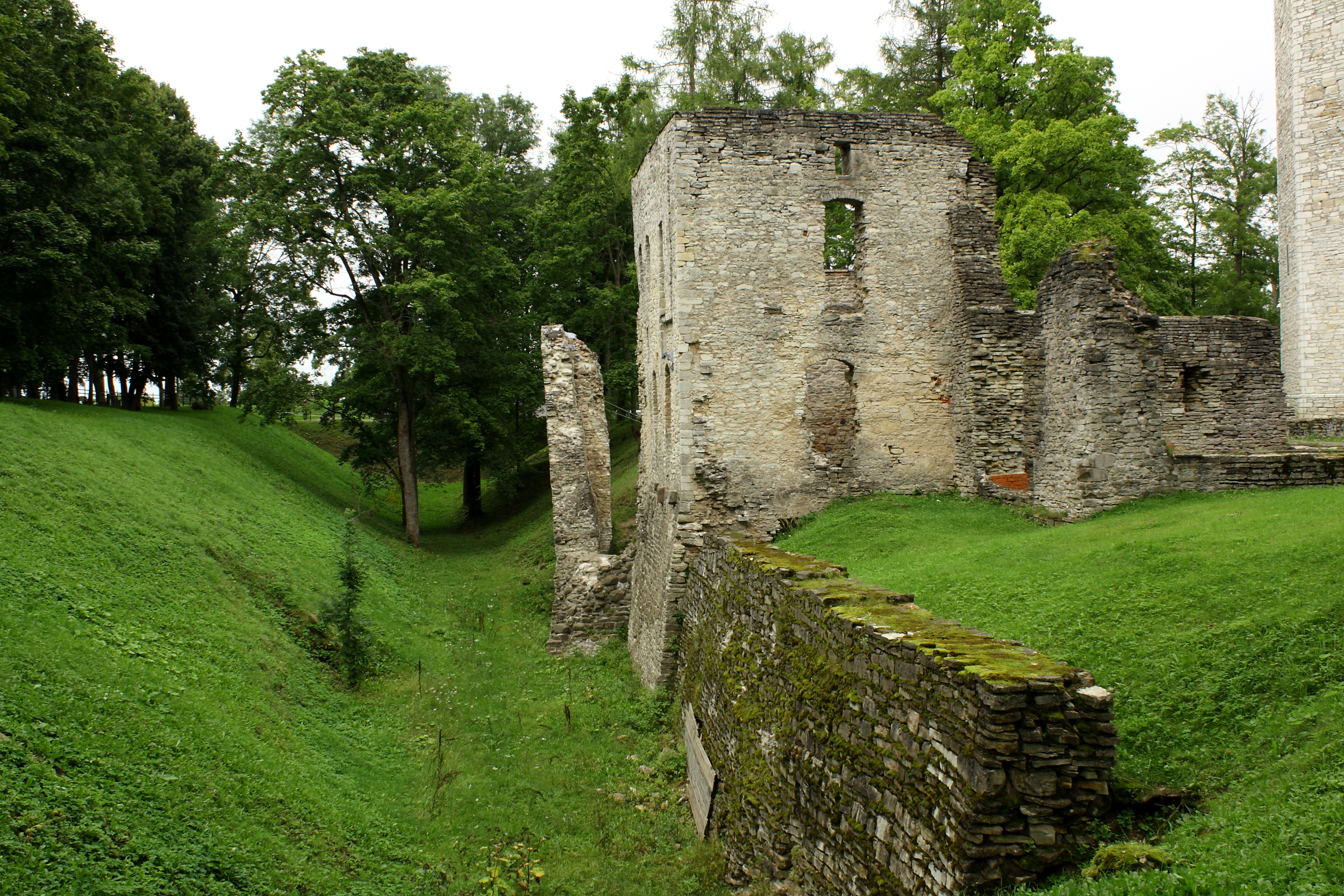
Wały zamkowe